# Nooh al-Kaddo

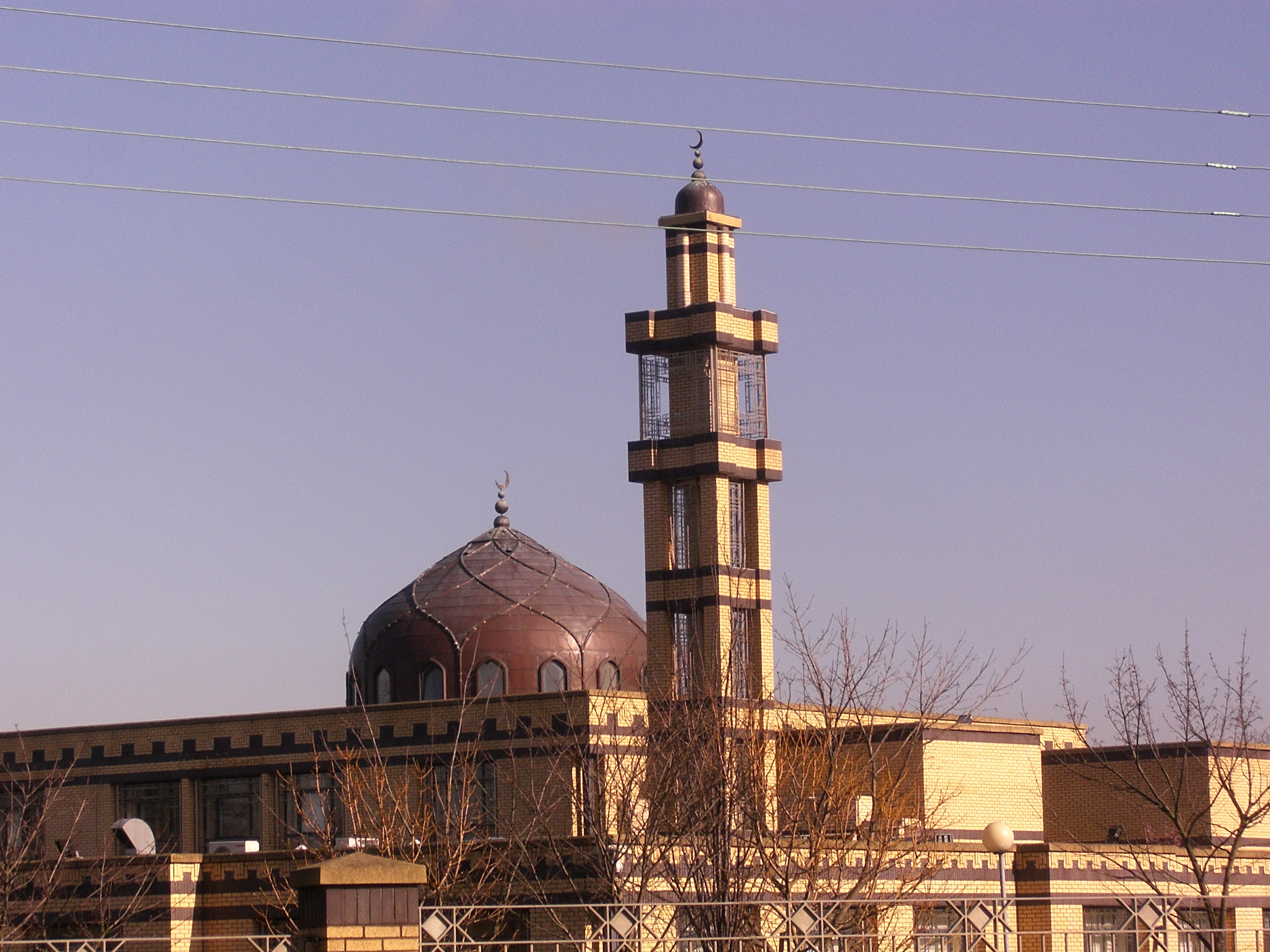
Islamisches Kulturzentrum von Irland (Islamic Cultural Centre of Ireland, ICCI), Moschee in Clonskeagh, Dublin

Nooh al-Kaddo (geboren 21. Januar 1953 in Mossul, Irak) ist eine zeitgenössische irakisch-britische Persönlichkeit des Islams in Irland. Er ist der Direktor des Islamic Cultural Centre of Ireland (Islamischen Kulturzentrums von Irland) mit Sitz in Clonskeagh, Dublin, Irland.
Er zog 1997 von Liverpool nach Dublin, um das Islamische Zentrum zu führen. Der Hauptsitz der Internationalen Union Muslimischer Gelehrter unter Scheich Yusuf al-Qaradawi befand sich vor seinem Umzug nach Katar am Islamischen Kulturzentrum von Irland.
Er war einer der Unterzeichner der Botschaft aus Amman (Amman Message).
Globalmbwatch zählt den Vorsitzenden Nooh Al-Kaddo zu den bemerkenswertesten HAIUK-Trustees:

„The most notable of the HAIUK Trustees is Chairman Nooh Al-Kaddo, who was at one time head of the Planning Department for the Federation of Islamic Organizations in Europe (FIOE), the umbrella group representing the Muslim Brotherhood in Europe.“